# Constance Stuart Larrabee
Pour les articles homonymes, voir Larrabee (homonymie).
Constance Stuart Larrabee, née le 7 août 1914, morte le 27 juillet 2000, est une photographe connue pour ses images de l'Afrique du Sud et pour son activité de photographe de guerre en Europe pendant la Seconde Guerre mondiale. Elle est, en Afrique du Sud, la première femme correspondante de guerre.

## Biographie
Constance Stuart est née le 7 août 1914, à Cornwall, en Angleterre. Elle déménage au Cap, en Afrique du Sud, avec ses parents lorsqu'elle a trois mois. Elle vit pendant sa petite enfance à côté d'une mine d'étain dans le nord du Transvaal, où son père est ingénieur des mines,.
Sa famille déménage à Pretoria en 1920. Elle y passe la suite de son enfance. Elle s'intéresse à la photographie à partir de 1924, quand elle reçoit un boîtier Kodak Brownie pour son 10e anniversaire. En 1930, adolescente, elle expose huit photos prises avec son premier appareil photo au Pretoria Agricultural Society Show, et remporte la première place du concours photographique. 
Elle retourne en Angleterre en 1933 pour étudier à l'école de photographie de la Regent Street Polytechnic, à Londres. Pendant son séjour, elle est aussi apprentie dans deux studios de portraits professionnels sous la direction d'Yevonde Middleton,  basée à Berkeley Square, et d'Yvonne, une photographe professionnelle de théâtre basée à Soho. Elle déménage à Munich en 1935 pour y poursuivre ses études à l'Institut Bavarois pour la Photographie. C'est durant ses études à Munich qu'elle est initiée à la caméra Rolleiflex, qu'elle a utilisé tout au long de sa carrière. Elle abandonne également son style pictural romantique au profit d'une approche directe et non manipulée de la photographie noir et blanc.
De retour en Afrique du Sud en 1936, elle fonde le Constance Stuart Portrait Studio à Pretoria. Elle devient une portraitiste de renom et photographie de nombreux hommes d'État, généraux, artistes, écrivains, personnalités de la société et du théâtre de l'époque. En 1946, elle ouvre un deuxième studio à Johannesbourg.
Entre 1937 et 1939, elle commence à s'intéresser à l'enregistrement et à l'exposition des cultures ethniques en voie de disparition en Afrique du Sud : les Ndebele, les Bushmen, Lobedu, Zoulou, Swazi, Sotho et Transkei. Certaines de ses photographies sont prises lors de la visite d'une tournée officielle royale britannique en Afrique du Sud en 1947. Elle est la photographe officielle de cette visite, et voyage à travers le Basutoland (Lesotho), le Swaziland et le Bechuanaland (Botswana), trois protectorats Britanniques, à l'époque, en Afrique du Sud. Elle expose ces photos, et beaucoup d'autres à Pretoria, Johannesbourg et au Cap, ce qui lui vaut d'être retenue comme la première correspondante de guerre d'Afrique du Sud par le magazine Libertas. À partir de 1945, elle sert en Egypte, Italie, France et Angleterre, rattachée à la 7e armée américaine et à la 6e division sud-africaine dans les Apennins. Bien qu'elle n'ait été engagée que pour photographier les troupes sud-africaines dans l'armée, elle va bien au-delà de sa mission. Elle photographie les troupes américaines, françaises, britanniques et canadiennes ainsi que ses compatriotes sud-africains. Elle photographie également les civils que les soldats rencontrent sur le chemin de l'Allemagne, et elle photographie les villages, les villes, souvent dévastées.
Quand elle retourne en Afrique du Sud en 1945, elle parcourt le pays en exposant un grand nombre de ces photographies, ainsi que ses représentations des tribus sud-africaines. Bien qu'elle ne soit pas autorisée à tenir un journal sur le front, elle compile ses notes photographiques et ses lettres dans les mémoires, intitulés Jeep Trek et publiées en 1946. Mais le contexte politique évolue. En 1948, le Parti National arrive au pouvoir en Afrique du Sud et met en œuvre une politique de stricte ségrégation raciale. L'année suivante, Stuart quitte l'Afrique du Sud pour l'Amérique.
Pendant son séjour à New York, elle reprend contact avec un vieil ami, Sterling Larrabee, rencontré pendant la guerre alors qu'il était attaché militaire américain en Afrique du Sud. Ils se marient en 1949 et déménagent à Chestertown, dans le Maryland, où elle passe une grande partie de son temps à élever des Norwich Terriers.  Le couple passe également du temps sur l'Île de Tanger Island, dont elle commence à photographier les habitants et les lieux en 1951.
Alors qu'elle vit à Chestertown, elle établit une longue relation avec le Washington College. Elle soutient les programmes artistiques de cet établissement, devient présidente du Washington College Friends of the Arts en 1983-1984 et contribue à la création du Constance Stuart Larrabee Arts Center.
Son mari meurt en 1975. Constance Stuart Larrabee meurt le 27 juillet 2000, à son domicile, à Chestertown, à l'âge de 85 ans.

## Principales Expositions
- 1944 - The Malay Quarter. Inaugurée par Noël Coward , à Pretoria.
- 1945 - A Tribute: South African 6th Division and the United States 7th Army. L'exposition voyage à travers l'Afrique du Sud.
- 1953 - Tribal Women of South Africa (Les Femmes des tribus de l'Afrique du Sud). Le Musée américain d'Histoire Naturelle à New York.
- 1955 - Exposition collective : her photograph of a young African girl painting her face is included by Edward Steichen dans The Family of Man. Musée d'Art Moderne de New York.
- 1979 - Photographs by Constance Stuart Larrabee, A Retrospective. South African National Gallery, Le Cap.
- 1982 - Celebration on the Chesapeake. Washington College à Chestertown, Maryland.
- 1984 - Tribal Photographs. Corcoran Gallery of Art à Washington, Santa Fe Centre pour la Photographie au Nouveau-Mexique.
- 1985 - Exposition collective : The Indelible Image: Photographs of War 1846 to the Present. Corcoran Gallery of Art, Washington. Est exposé ensuite à la Grey Art Gallery, New York University, New York et au Rice Museum, à Houston, au Texas.
- 1986 - Exposition collective : Bon Voyage. Au Cooper-Hewitt Museum de la Smithsonian Institution, à New York.
- 1988 - African Profil. Bayly Musée d'Art de l'Université de Virginie.
- 1989 - Constance Stuart Larrabee: WWII Photo Journal (journal photographique de la Seconde Guerremondiale Photo Journal. National Museum of Women in the Arts à Washington, DC.
- 1993 - Chesapeake Bay Reflections. La Baie de Chesapeake Musée Maritime de Saint-Michel, dans le Maryland.
- 1993 - Witness to a World at War. La Défense Intelligence Agency, Bolling Air Force Base à Washington.
- 1993 - Exposition collective : Great Women in Photography. Au Kathleen Ewing Gallery de Washington.